# August Jönsson Ströander
August Jönsson Ströander, född 10 juli 1857 i Gudmuntorp, Malmöhus län, död 27 maj 1937 i Växjö, var en svensk pianotillverkare mellan 1897 och 1927 i Växjö.

## Biografi
Ströander föddes 10 juli 1857 på Finhult i Gudmuntorp. Han var son till huggdrängen Jöns Åkersson och Hanna Åkesdotter. År 1865 flyttade familjen till Hurva. År 1874 flyttade August till Lund för att börja arbeta som lärling och senare gesäll hos snickarmästaren David Hansson. Åren 1879–1880 var han snickargesäll hos snickaren Christoffer Olof Ek i Kristianstad.
Han var verksam som instrumentmakare i Karlskrona mellan 1880 och 1883 Var verksam som instrumentmakare i Växjö mellan 1893 och 1927. Ströander avled 27 maj 1937 i Växjö.